# McDonnell Douglas MD-80
McDonnell Douglas MD-80 là một dòng máy bay phản lực thương mại hai động cơ, có tầm bay từ tầm ngắn đến tầm trung, có một lối đi. Series MD-80 là phiên bản kéo dài và cập nhật từ phiên bản DC-9. Dòng máy bay này máy bay có thể chứa từ 130 đến 172 hành khách phụ thuộc vào biến thể và cấu hình chỗ ngồi.
Series MD-80 đã được đưa vào hoạt động dịch vụ thương mại ngày 10 tháng 10 năm 1980 bởi Swissair. Series bao gồm các MD-81, MD-82, MD-83, MD-87, và MD-88. Tất cả đều có chiều dài thân máy bay tương tự ngoại trừ MD-87 rút ngắn.
Series MD-80 đã được sử dụng bởi các hãng hàng không trên thế giới. Khách hàng lớn của dòng máy bay này đã bao gồm: included Aerolíneas Argentinas, Aeroméxico, Aeropostal Aerorepublica, Alaska Airlines, Alitalia, Allegiant Air, American Airlines, Aserca, Austral Líneas Aéreas, Austrian Airlines, Avianca, China Eastern Airlines, China Northern Airlines, Delta Air Lines, Finnair, Iberia, Japan Air System (JAS), Korean Air, Lion Air, Martinair Holland,  Pacific Southwest Airlines (PSA), Reno Air, Scandinavian Airlines System (SAS), Spanair, Insel Air, Swissair, và Trans World Airlines.
Giữ nguyên thân máy cắt ngang, các biến thể dài hơn được kéo dài thêm 14 ft (4,3 m) so với DC-9-50 và có cánh lớn hơn 28%. Các loại có thể lớn hơn (MD-81/82/83/88) dài 148 ft (45,1 m) để hỗ trợ 155 hành khách ở phạm vi phổ thông và với lượng khác nhau, có thể đạt tới 2.550 hải lý [nmi] (4.720 km; 2.930 dặm biến thể). MD-88 sau này có động cơ hiện đại với màn hình EFIS . MD-87 ngắn hơn 17 ft (5,3 m) cho 130 hành khách ở hạng phổ thông và có phạm vi bay lên tới 2.900 nmi (5.400 km; 3.300 đập).
Dòng MD-80 ban đầu cạnh tranh với Boeing 737 Classic và sau đó là dòng Airbus A320ceo . Phiên bản kế hoạch của nó, được giới thiệu vào năm 1995, MD-90 , là một phiên bản kéo dài hơn được trang bị động cơ cánh quạt IAE V2500 high-bypass, trong khi MD-95 ngắn hơn, sau này được gọi là Boeing 717 , được trang bị động cơ Rolls-Royce BR715 . Công việc sản xuất kết thúc vào năm 1999 sau khi 1.191 chiếc MD-80 được giao, trong đó có 116 máy bay vẫn hoạt động đến tháng 8 năm 2022

## Phát Triển
Dòng DC-9 , thế hệ đầu tiên của gia đình DC-9, đi vào hoạt động vào cuối năm 1965 và trở thành một thành công thương mại với 976 Chiếc xe được chế tạo khi sản xuất kết thúc vào năm 1982.  Gia đình máy bay được thiết kế hoàn thiện mới bao gồm năm thành viên hoặc biến thể (DC-9-10 / DC-9 Series 10, Series 20, Series 30, Series 40 và Series 50) với mười biến thể hoặc phiên bản phụ (Series 11, Series 12, Series 14, Series 15, Series 21, Series 31, Series 32, Series 33, Series 34, Series 41 và Series 51) và có hai động cơ cơ tuốc bin phản xạ lực gắn ở thân sau, cấu hình chữ T,  thân máy bay thon gọn với năm hàng ngang cho 80 đến 135 hành khách khách.  Sự thành công đã thúc đẩy nhà sản xuất phát triển thêm dòng máy bay với thành viên cuối cùng, Series 50, là máy bay tham chiếu.

### Nghiên cứu và thử nghiệm
Vào những năm 1970, McDonnell Douglas bắt đầu phát triển thế hệ thứ nhất hoặc thế hệ thứ hai của dòng máy bay DC-9, một phiên bản kéo dài của Series 50, với tốc độ cửa tối đa (MTOW) cao hơn, cánh lớn hơn, bánh đáp chính mới và sức chứa nhiên liệu lớn hơn. Sự sẵn có của các phiên bản mới hơn động cơ tuốc bin phản lực Pratt & Whitney JT8D với tỷ lệ vòng tránh và lực đẩy cao hơn đã đưa ra các nghiên cứu ban đầu bao gồm các thiết kế được gọi là Series 55, Series 50 (Super Stretch được làm lại) và Series 60. Vào tháng 8 năm 1977, nỗ lực thiết kế tập trung vào Series 55.

Chương trình ra mắt
Với dự kiến đưa vào sử dụng năm 1980, thiết kế máy bay cải tiến ban đầu được định nghĩa là Dòng 80, đây sẽ là biến thể thứ sáu của thế hệ đầu tiên.  Vào tháng 10 năm 1977, Swissair trở thành khách hàng ra mắt cho Dòng 80 với đơn đặt hàng 15 Chiếc cộng với tùy chọn năm Chiếc.  Việc ra mắt các mẫu máy bay tiếp theo diễn đàn sau đó vào tháng 10 năm 1977 cho Dòng 81 (MD-81), vào ngày 16 tháng 4 năm 1979, cho Dòng 82 (MD-82), vào ngày 31 tháng 1 năm 1983, cho Dòng 83 (MD-83). Tháng 1 năm 1985 cho Dòng 87 (MD-87) và ngày 23 tháng 1 năm 1986, cho Dòng 88 (MD-88).

Chứng nhận loại
Sau chuyến bay đầu tiên của MD-81 vào ngày 18 tháng 10 năm 1979, MD-82 và MD-83 đã thực hiện chuyến bay đầu tiên vào ngày 8 tháng 1 năm 1981 và ngày 17 tháng 12 năm 1984.  Sau đó, họ được FAA chứng nhận vào ngày 25 tháng 8 năm 1980, ngày 29 tháng 7 năm 1981 và ngày 17 tháng 10 năm 1985. Máy bay thư đầu tiên, MD-81, đã được giao cho nhà điều hành ra mắt Swissair vào ngày 13 tháng 9 năm 1980.  Thay vào đó chỉ sử dụng tiền tố MD- làm biểu tượng tiếp theo, một đơn được bổ sung để sửa đổi lại loại chứng chỉ để bao gồm MD-81, MD-82 và MD-83. Sự thay đổi này xảy ra vào ngày 10 tháng 3 năm 1986 và giấy chứng nhận loại tuyên bố rằng mặc dù ký hiệu MD có thể được sử dụng trong dấu ngoặc đơn, nhưng nó phải đi kèm với ký hiệu chính thức, ví dụ: DC-9-81 (MD-81). Tất cả các máy bay Long Beach trong loạt MD-80 sau đó đều có MD-81, MD-82 hoặc MD-83 được đóng dấu trên biển tên máy bay. 

Đi vào hoạt động
Nhà điều hành ra mắt Swissair đưa MD-81 vào hoạt động vào ngày 10 tháng 10 năm 1980, với chuyến bay từ Zurich đến London Heathrow.  MD-82, MD-83, MD-87 và MD-88 được đưa vào hoạt động sau đó Republic Airlines vào tháng 8 năm 1981,Alaska Airlines vào tháng 2 năm 1985,Austrian Airlines vào tháng 11 năm 1987 và Delta Air Lines vào tháng 1 năm 1988

## Thiết kế
Dòng MD-80 là máy bay chở khách tầm trung, cỡ trung, có thân máy bay dài hơn DC-9-50 14 ft 3 in (4,34 m). Thiết kế cánh nhỏ, hiệu quả cao của máy bay cơ sở được mở rộng bằng cách bổ sung các phần ở gốc và đầu cánh để có cánh lớn hơn 28%. Phiên bản máy bay kế nhiệm này vẫn giữ nguyên cấu hình của hai cơ sở 2 động cơ tuabin phản lực gắn ở thân sau ,đuôi chữ T và có lái xe, hệ thống điện tử hàng không và các cấp độ động học nâng cao. Máy khách này được thiết kế cho các chuyến bay thường xuyên, Exchange ngắn cho tối đa 172 hành khách tùy thuộc vào phiên bản máy bay và cách sắp xếp ghế. 

Buồng lái
Buồng lái máy bay MD-80 có những cải tiến so với máy bay dòng DC-9 trước đó. Cơ sở đo lường thiết bị có chế độ tham chiếu hướng dẫn hệ thống là tiêu chuẩn, với hệ thống đo lường thiết bị điện tử, nhiều bảng điều khiển là tiêu chuẩn trên các chế độ tạo máy sau này. Các máy trước đó có thể nâng cấp thiết bị đo lường EFIS. Một hệ thống quản lý chuyến đi đầy đủ hoặc Máy tính quản lý hiệu suất đã được cung cấp. Một hệ thống cảnh báo giao thông và tránh va chạm trên không, một hệ thống tham chiếu quán tính hiện đại và màn hình ma trận LED để theo dõi cơ khí và hệ thống đều có sẵn trên các máy chế tạo sau tiêu chuẩn này. 

Thiết bị điện tử Hàng không

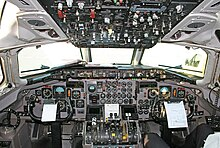
Buồng lái của MD-83

MD-80 có một bộ thiết bị điện tử tiên tiến bao gồm hai máy tính hướng dẫn bay kỹ thuật số tự động. Nó cũng được trang bị bảng dẫn hướng điều khiển gắn trên kính chắn gió, bộ điều khiển bay, ga tự động, hệ thống lựa chọn chế độ Tiến và hệ thống cánh cánh tự động.

Cabin máy bay
Phía bên trái của khoang chính có lối đi. Nó bao gồm ba đến sáu hàng trong khoang hạng nhất, bảy đến 32 ghế trong khoảng chính và khoảng 21 ghế ở hàng thoát hiểm. Nó có đủ chỗ cho người ở khắp nơi.

Động cơ
MD-80 được trang bị hai động cơ phản lực cánh quạt Pratt & Whitney JT8D-209 mạnh hơn, hiệu quả hơn và êm hơn, đây là bản nâng cấp đáng kể so với các dòng JT8D-15, -17, -11 và -9 nhỏ hơn. Mỗi động cơ có thể tạo ra lực đẩy 82–93 kN. JT8D-209 là động cơ tiên tiến được vận hành bởi 350 người để cung cấp năng lượng cho khoảng 4.500 máy bay. Động cơ này có độ tin cậy cao và chi phí bảo dưỡng thấp. Động cơ hoạt động ở nhiệt độ cố định 77–84 °F (25–29 °C).

Hiệu suất
Tốc độ bay tối đa và tốc độ bay hành trình của máy bay lần lượt là 925 km/h và 811 km/h. Nó có tầm bay tối đa là 2.897 km và sức chứa nhiên liệu là 22.106 l. Máy bay có trọng lượng khoảng 35.300 kg. Trọng lượng cất cánh tối đa là 63.500 kg

## Lịch sử hoạt động

### Chở khách
Là máy bay chở khách thế hệ thứ hai, dòng MD-80, có thân máy bay dài hơn cũng như tầm bay xa hơn so với các máy bay trước đó, thế hệ đầu tiên của dòng DC-9. Một số khách hàng, chẳng hạn như American Airlines , vẫn gọi máy bay trong tài liệu về đội bay là Super 80 , tên gọi trước đây của họ. Các máy bay chở khách tương đương với dòng MD-80 bao gồm Boeing 737-400 và Airbus A319 . Đây là dòng MD được giao nhiều nhất và thường được các nhà khai thác đặt biệt danh là Mad Dog ,  đã được các hãng hàng không trên toàn thế giới sử dụng.  Các khách hàng lớn bao gồm Aerolíneas Argentinas , Aeroméxico , Aeropostal Aerorepublica , Alaska Airlines , Alitalia , Allegiant Air , American Airlines , Aserca , Austral Líneas Aéreas , Austrian Airlines , Avianca , China Eastern Airlines , China Northern Airlines , Delta Air Lines , Finnair , Iberia , Insel Air , Japan Air System (JAS), Korean Air , Lion Air , Martinair Holland , Pacific Southwest Airlines (PSA), Reno Air , Scandinavian Airlines System (SAS), Spanair , Spirit Airlines , Swissair , Trans World Airlines và Meridiana .

Chở hàng
Vào tháng 2 năm 2013, Commercial Jet Inc. (CJI) đã giao chiếc AEI MD-80SF đầu tiên, một chiếc MD-82SF (nguyên mẫu), cho Everts Air Cargo, khách hàng đầu tiên của chương trình chuyển đổi máy bay khách sang máy bay gửi hàng MD-80SF của Aeronautical Engineers Inc. (AEI).  Vào tháng 8 năm 2013,USA Jet Airlinesđã trở thành nhà điều hành đầu tiên của chương trình chuyển đổi máy bay nhẹ MD-80SF với chiếc MD-88SF.Hãng hàng không chở hàngĐã mua 15 máy bay MD-88 từ Delta, sáu trong số đó sẽ được chuyển đổi và chiếc chín còn lại được sử dụng làm phụ tùng.  USA Jet Airlines chuyên về vận chuyển hàng hóa theo yêu cầu trong phạm vi Bắc Mỹ. 
Bước sang năm 2021, hầu hết các nhà khai thác thác đã sử dụng máy bay phi hàng AEI MD-80SF để vận động chuyển phụ tùng ô tô của Ford Motor Co.và General Motors từ Mexico đến Hoa Kỳ, nhưng nó cũng được sử dụng ở
Alaskađể vận hành chuyển hóa hàng hóa nói chung và cá. MD-80SF có chiều cao sàn thấp cho phép nó chất hóa học từ xe bán tải khi cần, điều này không thể thực hiện được trên máy bay chở hàng Boeing 757.Tuy nhiên, thanh cắt ngang của nó quá hẹp để vận chuyển các loại container tiêu chuẩn "A" và thay vào đó là một tá container hoặc pallet 88 x 108 inch không chuẩn, đây là nhược điểm chính trong hoạt động chuyển hàng hóa. 
Vào cuối tháng 7 năm 2022, Everts Air Cargo (EAC) đã chọn Universal Avionics, một công ty của Elbit Systems, để cung cấp các bản nâng cấp lái cao (thiết bị điện tử hàng không,FMS có khả năng LPV và GPS tích hợp ) cho máy bay MD-80SF của mình để cải thiện tính năng an toàn và hiệu quả hoạt động. EAC chuyên vận chuyển hàng hóa và thư từ ởAlaskavà sử dụng đội bay MD-80SF của mình để cung cấp các công việc dịch vụ được yêu cầu trên khắp Hoa Kỳ,Canada,Mexico và Quần đảo Caribe. 